# Martin Ondrejka
Martin Ondrejka (* 20. November 1972 in London, England) ist ein ehemaliger deutsch-britischer Eishockeyspieler, der mit den Kölner Haien 1995 die deutsche Meisterschaft gewinnen konnte.

## Karriere
Ondrejka begann seine Karriere im Nachwuchs des Kölner EC, wo er ab 1989 in der Juniorenmannschaft aktiv war. Seine ersten Profieinsätze absolvierte er während der Saison 1992/93 als ihn der damalige KEC-Trainer Wladimir Wassiljew in die Profimannschaft der Kölner einberief. Ondrejka kam folglich auf neun Einsätze in der 1. Bundesliga. In derselben Spielzeit wechselte er für neun Partien zum Ligarivalen Krefelder EV. Anschließend kehrte er nach Köln zurück.
Beim KEC, der sich mit der Neueinführung der Deutschen Eishockey Liga fortan Kölner Haie nannte, gehörte Ondrejka zum Stammkader. Zum Ende der Saison 1994/95 gewann er mit den Haien die deutsche Meisterschaft. Der Offensivspieler absolvierte 61 Ligaspiele und konnte dabei zehn Mal punkten. Im Sommer 1996 verließ er Köln und schloss sich den Moskitos Essen an, die in der damals zweitklassigen 1. Liga Nord spielten. In Essen beendete er seine aktive Eishockeykarriere im Jahr 1998.

## Erfolge und Auszeichnungen
- 1995 Deutscher Meister mit den Kölner Haien